# Vanitas no Carte
Vanitas no Carte (ヴァニタスの手記 Vanitasu no Karute?), titulada Los apuntes de Vanitas en España, es una serie de manga escrita e ilustrada por Jun Mochizuki. Actualmente se publican capítulos individuales en la Gangan Joker desde diciembre de 2015. Fue anunciada poco tiempo después de la finalización de Pandora Hearts, la anterior obra de Mochizuki, y se desveló su nombre en la publicación de noviembre de 2015 de la Gangan Joker. Se sitúa en París del siglo XIX y combina relatos de vampiros, acción, drama, misterio y otros elementos sobrenaturales con una temática steampunk.
Como se había anunciado en el Salón Internacional del Cómic de Barcelona en abril de 2019, Norma Editorial se encargo de la distribución en España y publicó el primer tomó el 22 de noviembre de ese año.
El 2 de abril de 2020, Mochizuki anunció que el manga se encontraba parado indefinidamente debido a la pandemia de COVID-19.
Una adaptación al anime de Bones se estrenó el 3 de julio de 2021.

## Argumento
Durante un viaje en el dirigible La Balleine hacia París, Noé Archiviste conoce a Vanitas: un humano que dice ser un doctor para vampiros y recibe el nombre de su maestro, curándolos de la maldición del vampiro de la Luna Azul que les provoca actuar de manera depredadora en contra de su voluntad. Para curarlos utiliza el Libro de Vanitas, un libro conectado al Vanitas original, el Vampiro de la Luna Azul, odiado por los Vampiros de la Luna Roja que forman la sociedad vampira tradicional. Noé y Vanitas unen fuerzas para curar a los vampiros, pero acecha la amenaza de una fuerza desconocida llamada Charlatan que parece ser el responsable de corromper a los vampiros enfermos. 

## Personajes
Noé Archiviste (ノエ・アルシヴィスト Noe Arushivisuto?)
 Seiyū: Kaito Ishikawa, Víctor Ugarte (español latino)
Un vampiro ordenado por su maestro a discernir el poder del Libro de Vanitas, compañero de Vanitas.
Vanitas (ヴァニタス Vanitasu?)
 Seiyū: Natsuki Hanae, Ricardo Bautista (español latino)
Actual dueño del Libro de Vanitas, un humano y autodenominado doctor de Vampiros.
Vanitas de la Luna Azul (童話ヴァニタス・蒼月の吸血鬼 Dōwa Vanitasu, Sougetsu no Vampir?)
 Seiyū: Romi Park, Kerygma Flores (español latino)
El primer vampiro de la Luna Azul. Es el creador y dueño original del Libro de Vanitas.
Lucius 'Luca' Oriflamme (ルキウス・オリフラム Rukiusu Orifuramu?)
 Seiyū: Shino Shimoji, Sergio Maya (español latino)
Un joven Vampiro noble. Es el sobrino del Lord Ruthven
Jeanne (ジャンヌ Jannu?)
 Seiyū: Inori Minase, Lourdes Arruti (español latino)
Llamada la Bruja del Fuego Infernal, actúa como chevalier de Luca. Empuña un guantelete infernal escarlata llamado "Carpe Diem".
Dominique de Sade (ドミニク・ド・サド Dominiku do Sado?)
 Seiyū: Ai Kayano, Karen Vallejo (español latino)
Una señora de la familia aristócrata de Vampiros De Sade. Junto con su hermana mayor, es la heredera de la familia De Sade.
Louis de Sade (ルイ・ド・サド Rui do Sado?)
 Seiyū: Miyuri Shimabukuro, Jared Mendoza (español latino)
Hermano mayor de Dominique y amigo de la infancia de Noé.
Dante (ダンテ?)
 Seiyū: Tarō Kiuchi, Daniel Lacy (español latino)
Un dhampir que vende información a Vanitas.
Amelia Ruth (アメリア・ルース Ameria Rūsu?)
 Seiyū: Noriko Shitaya, Montserrat Aguilar (español latino)
Vampira salvada en el primer arco del manga; actualmente trabaja como sirvienta en el hotel de París donde Vanitas y Noé se alojan.
Conde Parks Orlok (パークス・オルロック Pākusu Orurokku?)
 Seiyū: Itaru Yamamoto, Enrique Cervantes (español latino)
Se encarga de los asuntos de vampiros en el París de los humanos, a quién Noé y Vanitas reportan.
Nox (ノックス Nokkusu?)
 Seiyū: Arisa Kiyoto
Personal de seguridad de Parks Orlok. Trabaja junto su hermano Manet.
Manet (マーネ Māne?)
 Seiyū: Itsuki Kurita
Personal de seguridad de Parks Orlok. Trabaja junto a su hermana Nox.
Veronica de Sade (ヴェロニカ・ド・サド Veronika do Sado?)
 Seiyū: Yōko Hikasa
Hermana mayor de Dominique, una Beastia.
Lord August Ruthven (オーガスト・ルスヴン Ōgasuto Rusuvun?)
 Seiyū: Toshiyuki Morikawa
Un Lord de Vampiros con mucha influencia que sirve La Reina como miembro del senado.
Roland Fortis (ローラン・フォルティス Rōran Forutisu?)
 Seiyū: Kengo Kawanishi
Un chasseur trabajando en las catacumbas. Conocido como el Sexto Paladín o el Roland de Jasper. Previamente conocido como segundo en comando de Olivier antes de convertirse en paladín. Empuña una lanza llamada "Durandal".
Olivier (オリヴィエ Orivie?)
 Seiyū: Tomoaki Maeno
Un paladín chasseur  y viejo amigo de Roland. Empuña una violenta espada conocida como "Hauteclaire".
Astolfo Granatum (アストルフォ・グラナトゥム Asutorufo Guranatumu?)
 Seiyū: Ayumu Murase
El paladín chasseur más joven. Proviene de una familia con lazos de mucha antigüedad con la iglesia. Su familia fue asesinada por vampiros. Empuña una poderosa lanza llamada "Louissette".
Moreau (モロー Morō?)
 Seiyū: Kouzou Douzaka
Un científico previamente contratado por los Chasseurs para investigar vampiros. Experimentó tanto en vampiros como en humanos, incluido un joven Vanitas, al que luego se referiría como "69". Cuando Moreau se obsesionó con convertirse él mismo en vampiro, fue exiliado de los Cazadores. Colaboró con Charlatan y continuó en secreto sus experimentos en su laboratorio sin el conocimiento de los Chasseurs.
El hombre sin forma/maestro (先生 Sensei?)
 Seiyū: Akira Ishida
Abuelo de Louis, Dominique y Veronica de Sade. Es el maestro de Noé y la razón por la que Noé fue a París. Tiene lazos con la Reina de los Vampiros y esta envuelto en misterios.
Chloé (クロエ Kuroe?)
 Seiyū: Rie Kugimiya
Jean-Jacques (ジャン＝ジャック Jan Jakku?)
 Seiyū: Daiki Hamano

## Contenido de la obra

### Manga
Los Apuntes de Vanitas está escrito e ilustrado por Jun Mochizuki. La serie comenzó en el Monthly Gangan Joker de Square Enix el 22 de diciembre de 2015. En abril de 2020, Jun Mochizuki anunció que el manga estaría en pausa debido a la pandemia de COVID-19. El manga reanudó su publicación en noviembre de 2020. Square Enix ha recopilado sus capítulos en volúmenes de tankōbon individuales. El primer volumen se publicó el 22 de abril de 2016.
El 3 de diciembre de 2015, Yen Press anunció en su cuenta oficial de Twitter que publicaría nuevos capítulos de la serie al mismo tiempo que Japón.
En abril de 2019, Norma Editorial anunció en el [Salón Internacional del Cómic de Barcelona]] que publicaría Los Apuntes de Vanitas, publicando el primer tomó el 22 de noviembre de ese mismo año.
| Vol | Fecha de publicación    | ISBN                   |
| --- | ----------------------- | ---------------------- |
| 1   | 22 de abril de 2016     | ISBN 978-4-7575-4961-6 |
| 2   | 22 de octubre de 2016   | ISBN 978-4-7575-5105-3 |
| 3   | 22 de abril de 2017     | ISBN 978-4-7575-5329-3 |
| 4   | 22 de noviembre de 2017 | ISBN 978-4-7575-5505-1 |
| 5   | 21 de julio de 2018     | ISBN 978-4-7575-5758-1 |
| 6   | 22 de febrero de 2019   | ISBN 978-4-7575-5996-7 |
| 7   | 21 de octubre de 2019   | ISBN 978-4-7575-6269-1 |
| 8   | 22 de junio de 2020     | ISBN 978-4-7575-6635-4 |
| 9   | 22 de junio de 2021     | ISBN 978-4-7575-7231-7 |
| 10  | 20 de mayo de 2022      | ISBN 978-4-7575-7826-5 |
| 11  | 22 de abril de 2024     | ISBN 978-4-7575-8226-2 |

### Anime
El 28 de marzo de 2021, se anunció en AnimeJapan que la serie recibiría una adaptación de la serie de televisión de anime de Bones. Está dirigida por Tomoyuki Itamura, con guiones supervisados por Deko Akao y diseños de personajes por Yoshiyuki Ito. Yuki Kajiura está componiendo la música de la serie. La serie se dividirá en formato split-cour, con la primera parte siendo emitida desde el 3 de julio de 2021 al 17 de septiembre de 2021 en Tokyo MX y otros canales. La segunda mitad se estrenará en enero de 2022. Sasanomaly interpreta el tema de apertura de la serie "Sora to Sora". Funimation obtuvo la licencia de la serie fuera de Asia.  Plus Media Networks Asia obtuvo la licencia de la serie en el sudeste asiático y la lanzó en Aniplus Asia. Crunchyroll obtuvo la licencia de la serie fuera de Asia.
El 11 de julio de 2021, Funimation anunció que la serie recibió un doblaje en español latino, que se estrenó el 6 de agosto (parte 1) y 3 de febrero de 2022 (parte 2). Tras la adquisición de Crunchyroll por parte de Sony, el doblaje se trasladó a Crunchyroll.